# Buivaroro
Buivaroro je bio fidžijski plemić i poglavica otoka Nayaua. Rođen na Nayauu, Buivaroro je bio sin poglavice Naosare i gospe Gelegeleavanue. Buivaroro je bio brat poglavice Kalouyalewe.
Buivaroro je naslijedio svoga oca kao Tui Nayau.
Gospa Tarau bila je Buivarorova žena te je Buivaroru rodila Maseikulu, koji je naslijedio oca.